# Maurizio Damilano
Maurizio Damilano (Scarnafigi, Itàlia 1957) és un atleta italià, ja retirat, especialitzat en la prova de marxa atlètica.

## Biografia
Va néixer el 6 d'abril de 1957 a la ciutat de Scarnafigi, població situada al Piemont. És germà bessó del també marxador Giorgio Damilano.

## Carrera esportiva

### Marxa atlètica
Va participar, als 23 anys, en els Jocs Olímpics d'Estiu de 1980 realitzats a Moscou (Unió Soviètica), on aconseguí guanyar la medalla d'or en la prova dels 20 quilòmetres marxa, establint un nou rècord olímpic amb un temps d'1:23.35. En els Jocs Olímpics d'Estiu de 1984 realitzats a Los Angeles (Estats Units) aconseguí la medalla de bronze en la prova dels 20 quilòmetres, però no finalitzà en la dels 50 quilòmetres marxa. En els Jocs Olímpics d'Estiu de 1988 celebrats a Seül (Corea del Sud) revalidà la seva medalla de bronze en els 20 km. marxa i finalitzà quart en els 50 k. marxa, aconseguint així un diploma olímpic.
Al llarg de la seva carrera guanyà dues medalles en el Campionat del Món d'atletisme, totes dues d'or, i una medalla de plata en el Campionat d'Europa d'atletisme. Així mateix guanyà tres medalles d'or en els Jocs del Mediterrani i una medalla d'or en la Universíada.
Damilano té el rècord del món dels 30 quilòmetres marxa amb un temps de 2:01:44.1, aconseguit a Cuneo el 1992.

### Proves en pista
Damilano participà en proves en pista coberta dels 5.000 metres marxa, aconseguint guanyar una medalla de plata en el Campionat del Món d'atletisme en pista coberta i dues medalles en el Campionat d'Europa d'atletisme en pista coberta, una d'elles d'or.